# HD 133002
HD 133002 är en möjlig dubbelstjärna belägen i den norra delen av stjärnbilden Lilla björnen. Den har en kombinerad skenbar magnitud av ca 5,65 och är svagt synlig för blotta ögat där ljusföroreningar ej förekommer. Baserat på parallax enligt Gaia Data Release 2 på ca 22,8 mas, beräknas den befinna sig på ett avstånd på ca 143 ljusår (ca 44 parsek) från solen. Den rör sig närmare solen med en heliocentrisk radialhastighet på ca -44 km/s.

## Egenskaper
Primärstjärnan HD 133002 A är en gul till vit stjärna i huvudserien av spektralklass F9 V. Den har en massa som är ca 1,5 solmassor, en radie som är ca 3,3 solradier och har ca 10 gånger solens utstrålning av energi från dess fotosfär vid en effektiv temperatur av ca 5 600 K.
HD 133002 A anses vara en fotometrisk solanalog, även om den har underskott av element tyngre än helium jämfört med solen. Den kemiska sammansättningen och den relativt låga ytgravitationen för en stjärna i dess klassificering tyder på att den istället kan vara en underjättestjärna som håller på att utvecklas bort från huvudserien.
HD 133002 har undersökts för bevis på överskott av infraröd strålning, men ingen upptäcktes. Vid en undersökning 2006−2007 av närliggande stjärnor upptäcktes att HD 133002 har en följeslagare med låg massa med gemensam egenrörelse. Detta objekt har uppskattningsvis en massa av 0,15 solmassa. Den har en projicerad separation på ca 80 AE från primärstjärnan, vilket tyder på en omloppsperiod av ungefär 700 år. För närvarande finns det inte tillräckliga observationsdata tillgängliga för att bestämma omloppselement.